# 日本脳炎ワクチン
日本脳炎ワクチン（にほんのうえんワクチン）は、日本脳炎の予防に使われるワクチンである。ワクチンの効果は90%以上であるが、抗体保有率に関しては明らかではなく、時間の経過に伴い効果が下がると思われる。接種法は筋肉注射か皮下注射である。

日本脳炎が発症する国家では、定期予防接種の一環として、ワクチンの接種を推奨している。投与回数は、ワクチンの型によって異なるが1回または2回である。一般的に日本脳炎がよく診られる地域では、再投与の必要はない。後天性免疫不全症候群（HIV/AIDS）または妊娠中の人が予防接種を受ける場合は、不活化ワクチンを使うべきである。日本脳炎が発症する地域で、屋外活動をする予定の旅行者への予防接種が推奨される。
日本脳炎ワクチンは比較的安全なワクチンである。投与の際、穿刺の赤みと痛みが起こり得る。2015年までに15種類の日本脳炎ワクチンが開発されており、大きく分けて:遺伝的組み換えDNA技術、生ワクチン、不活化ワクチンがある。
日本脳炎ワクチンは1930年代から使われるようになった。このワクチンはWHO必須医薬品モデル・リストに記載されており, 基礎的な医療制度で重要視されている医薬品である。アメリカ合衆国では、100から200米ドルで予防接種が受けられる。
2016年現在日本で用いられている日本脳炎ワクチン（乾燥細胞培養日本脳炎ワクチン）は、いずれも不活化ワクチンで、皮下投与される。日本脳炎ウイルス北京株をVero細胞（アフリカミドリザル腎臓由来株化細胞）で増殖させ、得られたウイルスを採取し、ホルマリンで不活化した後、硫酸プロタミンで処理し、超遠心法で精製し、安定剤を加え充填した後、凍結乾燥したものである。製造工程で、ウシ血清及びブタ由来トリプシンを使用している。